# Југово језеро
Југово језеро је вјештачко језеро на планини Зеленгора, у Националном парку Сутјеска, Република Српска, БиХ. Ово је једино језеро на Зеленгори које је настало вјаштачким путем. Име је добило по свом творцу Југу који је у Националном парку Сутјеска радио као ловочувар. Језеро је настало акумулацијом тако што је Југ преградио поток који се данас улива у језеро. Југово језеро је површине око 2.50 хектара, а дубоко је око 5 метара. Дужина језера износи око 250 метара а ширина око 100 метара. Југово је планинско језеро и налази се на 1.450 метара надморске висине. Језеро се налази 25 км од Чемерна (Гацко).